# Rafflesia azlanii
Rafflesia azlanii este o specie de plante parazite din genul Rafflesia, familia Rafflesiaceae, ordinul Malpighiales, descrisă de Latiff și M.Wong. Conform Catalogue of Life specia Rafflesia azlanii nu are subspecii cunoscute.